# ORP Ryś (1929)

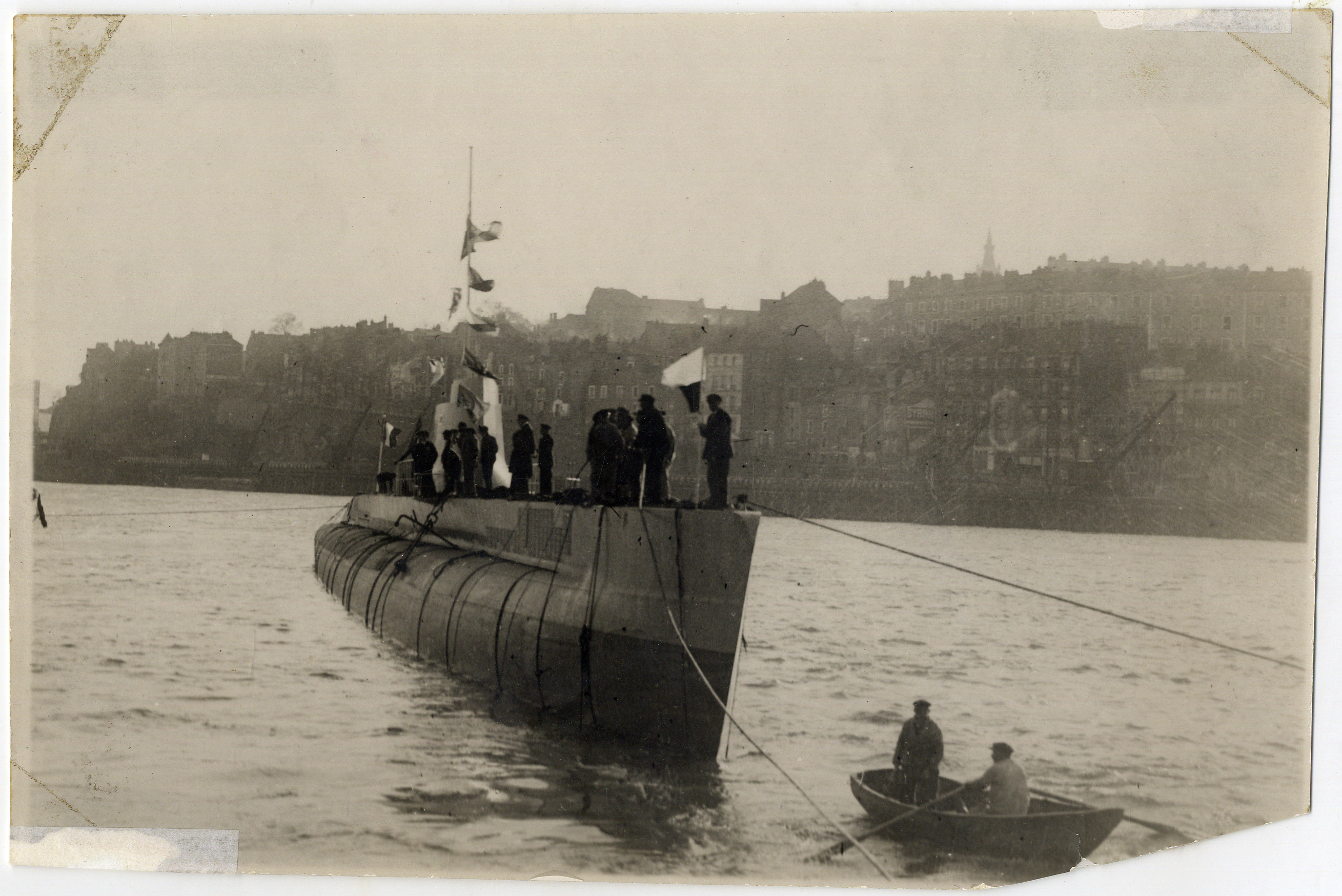
Wodowanie okrętu podwodnego ORP „Ryś”

ORP Ryś – pierwszy polski okręt podwodny formalnie przyjęty do służby w Marynarce Wojennej, jednostka minowo-torpedowa typu Wilk służąca w polskiej flocie w latach 1931-1955. Zwodowany 22 kwietnia 1929 roku we Francji, uczestniczył w wojnie obronnej 1939 roku, biorąc udział w działaniach podwodnych na Bałtyku. Wielokrotnie atakowany przez okręty i lotnictwo przeciwnika, w nocy z 3 na 4 września przeprowadził nieudany atak torpedowy na niezidentyfikowaną jednostkę pływającą. Wobec wyczerpania psychicznego załogi nieustannymi atakami, licznych uszkodzeń okrętu oraz braku paliwa w ilości wystarczającej na wydostanie się z Bałtyku, dowodzący okrętem kmdr ppor. Aleksander Grochowski podjął decyzję o zawinięciu do portu neutralnego w Szwecji.
18 września 1939 roku okręt wpłynął do Stavsnäs, po czym został internowany i odholowany do Mariefred, gdzie pozostał do końca wojny. Powrócił do Polski w 1946 roku, pełnił służbę operacyjną na Morzu Bałtyckim, a następnie został przesunięty do służby szkoleniowej, którą pełnił do 8 września 1955 roku, po czym został złomowany. ORP „Ryś” był pierwszą jednostką o tej nazwie w Marynarce Wojennej.

## Budowa okrętu
Na początku lat 20. XX wieku pomyślnie rozwijała się współpraca Polski z Francją, zwłaszcza z jej marynarką wojenną. Działająca w Polsce w latach 1924-1927 Francuska Misja Wojskowa, starała się przenieść na polski grunt dorobek francuskiej myśli wojskowej i morskiej. W kwietniu 1926 roku została podpisana w Paryżu umowa na dostawę dwóch kontrtorpedowców i trzech okrętów podwodnych. O ile powierzenie Francji budowy niszczycieli spotkało się z pewną krytyką, z powodu braku większych tradycji Francji w budowie jednostek tej klasy, o tyle kraj ten należał do światowych pionierów budowy okrętów podwodnych. Tym niemniej według wielu opinii, powierzając budowę okrętów Francji, kierowano się przede wszystkim względami politycznymi i o zamówieniu dwóch niszczycieli typu Wicher i trzech okrętów podwodnych typu Wilk zdecydował nacisk ze strony Ministerstwa Spraw Zagranicznych na Ministerstwo Spraw Wojskowych. Można zatem przyjąć, że celem było uzyskanie poparcia Francji dla Polski w sprawach gospodarczych i politycznych. Wydaje się, że zasadność krytyki tych zamówień znajduje potwierdzenie w kryzysie zaufania do francuskiego sprzętu i uzbrojenia, jaki pojawił się w latach 1933-1934, głównie na podstawie negatywnej oceny wartości taktyczno-technicznej niszczycieli i okrętów podwodnych. Dodatkowym usprawiedliwieniem zamówienia okrętów we Francji były stosunkowo chłodne w tym czasie stosunki polityczne z Wielką Brytanią.
Budowę okrętu ORP „Ryś” powierzono stoczni Ateliers et Chantiers de la Loire w Nantes. Przyjęty do budowy projekt stanowił powiększoną wersję francuskich dwukadłubowych okrętów typu Saphir. Stępkę pod okręt położono 28 maja 1927 roku, wodowanie zaś nastąpiło 22 kwietnia 1929 roku. Rozkazem z 25 października 1929 roku Kierownictwo Marynarki Wojennej wyznaczyło komisję do odbioru ORP „Ryś”, której przewodniczącym został kmdr Czesław Petelenz. Po wyposażeniu okrętu i zakończeniu testów stoczniowych i morskich, jednostkę uroczyście przyjęto do służby w Marynarce Wojennej 2 sierpnia 1931 roku, rozkazem Ministra Spraw Wojskowych marszałka Polski Józefa Piłsudskiego. Pierwszym dowódcą okrętu został kpt. mar. Edward Szystowski.

## Konstrukcja i uzbrojenie

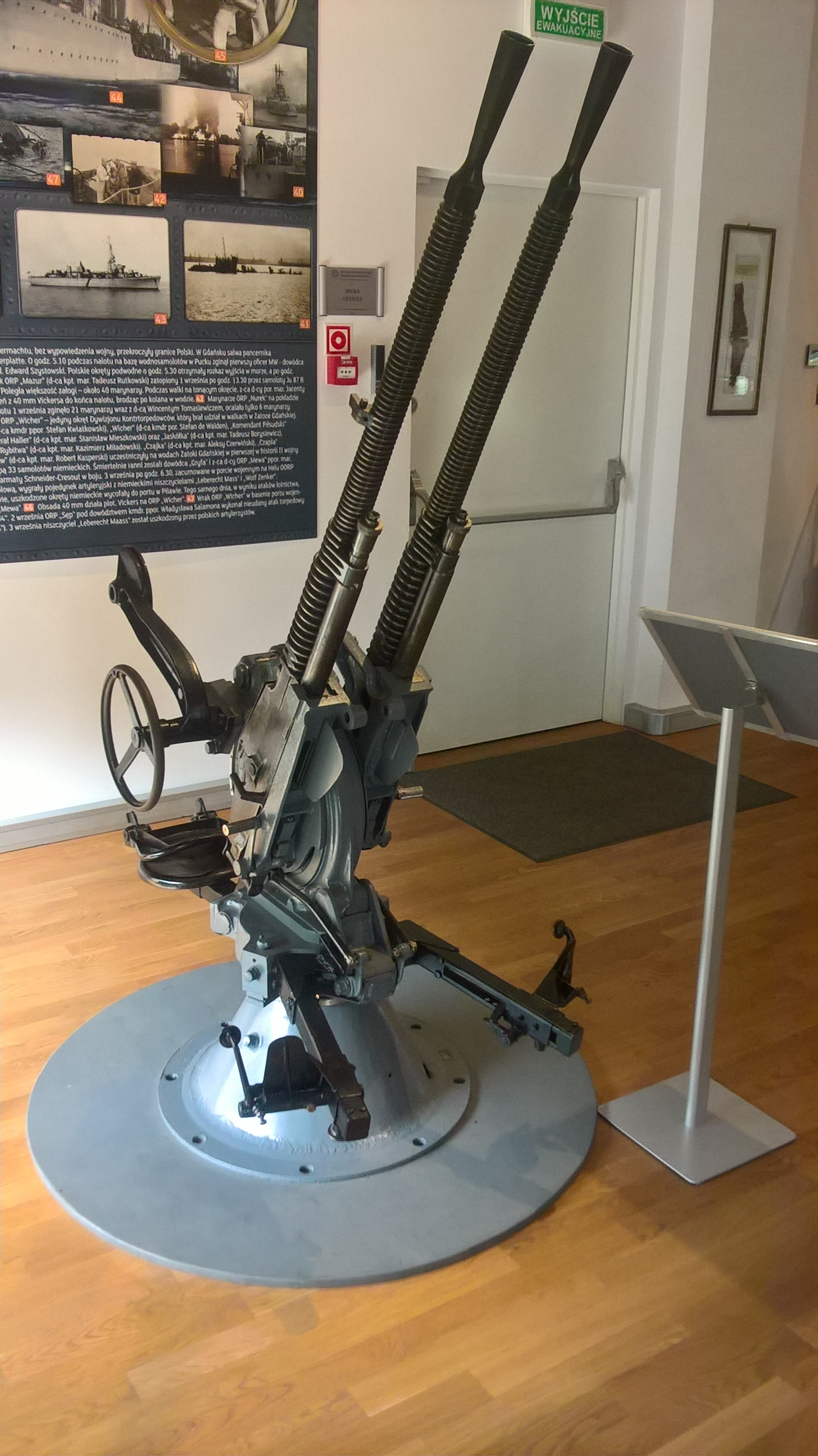
Wkm Hotchkiss wz. 30 kal. 13,2 mm z bliźniaczego „Żbika”, Muzeum Marynarki Wojennej w Gdyni

ORP „Ryś” był dwukadłubowym okrętem minowo-torpedowym, zdolnym do prowadzenia działań zarówno na małych akwenach morskich, jak i w wodach oceanicznych. Był przedstawicielem podwodnych stawiaczy min typu Wilk. Przy długości 77,95 metra i szerokości kadłuba wynoszącej 5,45 metra, zanurzenie okrętu na powierzchni wynosiło 4,2 metra. Okręt wypierał na powierzchni 980 ton wody, wyporność zaś w zanurzeniu wynosiła 1248 ton. Dopuszczalna konstrukcyjna głębokość zanurzenia wynosiła prawdopodobnie 80 metrów, choć niektóre źródła wskazują na głębokość 100 metrów. Obie wielkości nie odbiegały przy tym od ówczesnych standardów.

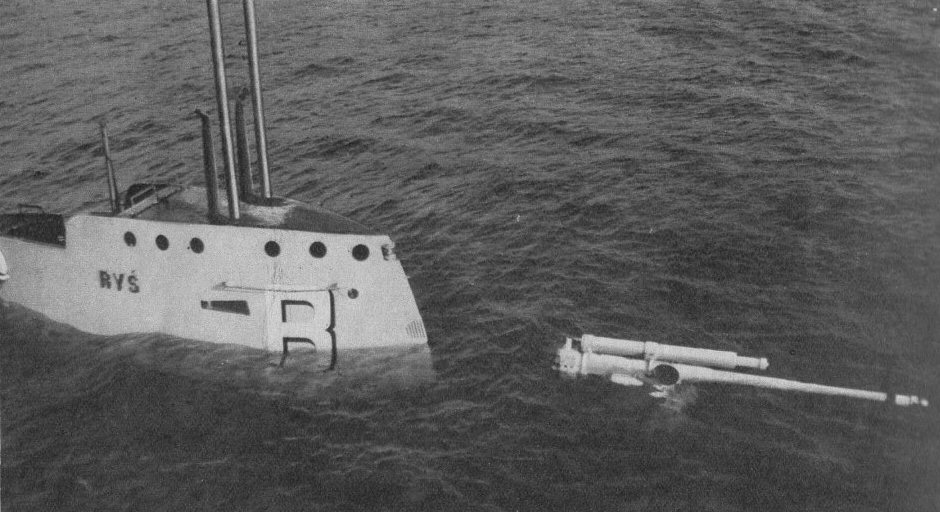
Półzanurzony ORP „Ryś” w 1936 r. Zwraca uwagę charakterystyczny opływowy kształt kiosku oraz działo Schneider wz. 1917 (L/40).

System napędowy okrętu składał się z dwóch ośmiocylindrowych silników wysokoprężnych typu Normand Vickers o łącznej mocy 1800 KM (1324 kW) przy 390 obr./min i dwóch silników elektrycznych o łącznej mocy 1200 KM (883 kW) produkcji Societée Alsacienne de Constructions Mecaniques, Belfort (110 V, 250 obr./min) z dwiema bateriami akumulatorów po 100 ogniw każdy, napędzających dwa wały napędowe. Układ taki zapewniał maksymalną prędkość nawodną 14 węzłów, pod wodą zaś 9 węzłów oraz duży zasięg nawodny wynoszący 7000 mil morskich przy prędkości 7,5 węzła oraz 100 mil morskich w zanurzeniu, przy prędkości 5 węzłów. Uzbrojenie okrętu stanowiło 1 działo kalibru 100 mm Schneider wz. 1917 (L/40), do roku 1935 armata przeciwlotnicza 40 mm Vickers (L/40), od 1935 roku zaś nkm plot. kalibru 13,2 mm Hotchkiss wz.30 (L/76) (1 x II).Uzbrojenie główne okrętu stanowiło 6 wyrzutni torpedowych (4 na dziobie i jedna podwójna wyrzutnia na podstawie zewnętrznej) z 10 torpedami wz. 1924V oraz 40 min typu SM-5 – po pięć sztuk w dwóch rufowych aparatach minowych i 30 sztuk w przedziale minowym. W praktyce, wszystkie okręty typu Wilk zabierały mniej min, aby ułatwić obsługę urządzeń. Natomiast w warunkach bojowych, ze względów bezpieczeństwa, zabierano 30 min do przedziału minowego, gdyż miny znajdujące się w aparatach minowych (2 razy po 5 sztuk) powinny być uzbrojone, co znacznie obniżało bezpieczeństwo okrętu w przypadku ataku sił ZOP przeciwnika. Układ minowy odbiegał więc konstrukcyjnie od swojego, uważanego za bardzo niezawodny, francuskiego pierwowzoru Normand-Fenaux – składającego się z 20 pionowych wyrzutni umieszczonych w zbiornikach balastowych po 10 na każdej stronie okrętu, z których każda mieściła 2 miny ułożone jedna nad drugą.
Znaczącym mankamentem okrętu był brak aparatów podsłuchowych (szumonamierników-peryfonów), co poważnie obniżało poziom bezpieczeństwa okrętu oraz jego sprawność bojową. Jak natomiast wszystkie okręty swojego typu, wyposażony był w urządzenie ŁS („aparat strzału dyskretnego”), które umożliwiało strzelanie torpedami z zanurzonego okrętu bez tworzenia się pęcherzy powietrznych zdradzających pozycję jednostki. Podobnie jak wszystkie przedwojenne polskie okręty podwodne, także „Rysia” charakteryzował bardzo krótki czas zanurzenia, wynoszący niespełna 50 sekund, co w sytuacji awaryjnej wydatnie podnosiło szansę na uniknięcie skutecznego ataku wroga. Dla porównania, wydzierżawiony od Wielkiej Brytanii ORP „Jastrząb”, miał przed modernizacją po przybyciu do Anglii ze Stanów Zjednoczonych czas zanurzenia sięgający 2 minut.

## Przebieg służby
ORP „Ryś” był pierwszym okrętem podwodnym pełniącym służbę w Marynarce Wojennej. W lipcu 1931 roku zostały zakończone próby morskie. Polska bandera została uroczyście podniesiona 2 sierpnia, a 19 sierpnia ORP „Ryś” przypłynął do Gdyni. W tym samym roku okręt został wcielony do grupy okrętów podwodnych wraz z okrętami OORP „Żbik” i „Wilk”. Grupą tą dowodził kapitan mar. Adam Mohuczy. W latach 1932–1935 ORP „Ryś” odbywał liczne ćwiczenia, jak również złożył kilka wizyt kurtuazyjnych, m.in. w Tallinnie i Helsinkach. W tym też okresie nastąpiła zmiana na stanowisku dowódcy. Kapitan Edward Szystowski, który był także pilotem, został przeniesiony w 1933 roku do lotnictwa Marynarki Wojennej, a jego następcą na stanowisku dowódcy „Rysia” został kapitan mar. Andrzej Łoś. Według Mariusza Borowiaka, w lutym 1936 roku okręt odbywający rozpoznanie w Zatoce Fińskiej, miał zostać wytropiony przez dwa radzieckie niszczyciele i zmuszony do wynurzenia i udania się do Kronsztadu w celu złożenia wyjaśnień, po czym wrócił do Gdyni. Prawdziwość informacji o tym zdarzeniu budzi jednak poważne wątpliwości, wobec braku ich potwierdzenia w archiwach polskich i radzieckich, oraz zalodzenia Zatoki Fińskiej o tej porze roku. 1 kwietnia eksplodowała jedna z baterii akumulatorów, raniąc 14 marynarzy. W wyniku tego incydentu dowódca dywizjonu okrętów podwodnych, komandor porucznik Eugeniusz Pławski został usunięty ze stanowiska. Doszło także do zmiany na stanowisku dowódcy okrętu. Andrzej Łoś został zastąpiony przez kapitana mar. Aleksandra Grochowskiego. Lata 1937-1938 to rutynowe ćwiczenia, a także wizyty w zagranicznych portach.
W związku z niemieckimi przygotowaniami wojennymi, 18 marca 1939 roku „Ryś” wraz z całym Dywizjonem Okrętów Podwodnych został postawiony w stan podwyższonej gotowości bojowej. Nieco później, po zajęciu przez Niemcy Kłajpedy, dowództwo floty postanowiło rozpocząć prowadzenie rozpoznania niemieckiej żeglugi na trasie z Rzeszy do Prus Wschodnich oraz systematyczną obserwację Zatoki Gdańskiej. W związku z ogłoszeniem 23 marca przez polski rząd częściowej mobilizacji wojsk, w tym na „Rysiu” oraz innych okrętach podwodnych i nawodnych, uzupełniono zapasy amunicji, paliwa i suchego prowiantu, oficerom zaś i marynarzom wstrzymano urlopy i nakazano zabrać na okręt rzeczy osobiste. W tym okresie wszystkie jednostki dywizjonu uczestniczyły w intensywnych ćwiczeniach w Zatoce Gdańskiej i na południowym Bałtyku. Ćwiczono pływanie i manewrowanie w położeniu nawodnym i podwodnym, na różnych głębokościach oraz przy różnych prędkościach, wykonywano także strzelania torpedowe i artyleryjskie do celów morskich i powietrznych. Prowadzono także działania rozpoznawcze w pobliżu niemieckiej bazy w Piławie. Od maja 1939 roku zaczęła obowiązywać w całej flocie sześciogodzinna gotowość. W związku z zarządzeniem 24 sierpnia przez dowódcę dywizjonu, komandora porucznika Aleksandra Mohuczego, pełnej gotowości bojowej, załogi okrętów w ciągu kilku godzin uzupełniły na jednostkach zapasy paliwa, amunicji, torped, żywności i innych środków niezbędnych do prowadzenia walki na morzu przez 42 dni. Marynarze zobowiązani zostali do szybkiego przeprowadzenia przeglądu mechanizmów głównych i pomocniczych oraz systemów okrętowych i uzbrojenia. W sierpniu 1939 roku ORP „Ryś” został przebazowany na Hel, co miało na celu rozczłonkowanie polskich sił podwodnych między dwie główne bazy w obliczu nieuchronnie zbliżającej się wojny.

### II wojna światowa
Datowany na 30 marca 1939 roku rozkaz Nr 2 dowództwa na wypadek wojny, wyznaczał rejony atakowania okrętów i transportów nieprzyjaciela w celu zadania mu jak największych strat. Obok trzech innych okrętów – „Sępa” nie było jeszcze wówczas w kraju – wykonać miał go również „Ryś”, pod warunkiem otrzymania sygnału „Burza”. Zgodnie z tym rozkazem dywizjon postawić miał stałe i ruchome zagrody minowe na przypuszczalnych szlakach komunikacyjnych przeciwnika. „Ryś” wraz z pozostałymi okrętami swojego typu, postawić miał zagrody minowe, jednak przystąpienie do ich stawiania wymagało otrzymania odrębnego rozkazu. Rozkaz operacyjny Nr 8/G (którego wykonanie uzależnione było do otrzymania sygnału „Znak”) z 7 kwietnia 1939 roku nakazywał dywizjonowi (cztery okręty) utworzenie „zagrody stałej” na przedpolu bazy (Hel-Gdynia) i Gdańska oraz obserwację i natychmiastowe meldowanie o zauważonych ruchach nieprzyjaciela. Rejon działań obejmował Zatokę Gdańską, ograniczona od północy równoleżnikiem 54º54’ N, od zachodu południkiem przechodzącym przez Jezioro Żarnowieckie (granica polsko-niemiecka) i od wschodu południkiem 19º20’ E [O] (granica gdańsko-niemiecka). Rozkaz ten dotyczył operacji przeciwko niemieckiej próbie zmiany statusu Wolnego Miasta Gdańsk, przy czym zakładano, że taka próba nie jest równoznaczna z wojną polsko-niemiecką. Rozkaz zakładał współdziałanie z flotą nawodną w operacji przeciwko Gdańskowi (Operacja X). Uzupełnieniem „Znaku” był komunikat minowy „Morwa” z kwietnia 1939 roku. Zawierał on współrzędne geograficzne pod oznaczeniami literowymi od „A” do „I”. Poszczególne litery oznaczały pojedyncze zagrody minowe, postawione w jednej linii (zanurzenie min określono na 3 metry). Kolejnym rozkazem był rozkaz minowy „Mazur” z 26 maja 1939 roku. Podzielono go na trzy sygnały wykonawcze: „Mazur Jeden”, „Mazur Dwa” i „Mazur Trzy”, nakazujące postawienie zapór minowych. Rozkazami, których realizację w praktyce podjęto, były „Worek” oraz „Rurka” z 24 sierpnia 1939 roku. „Worek” określał skład sił do jego wykonania (5 okrętów podwodnych) oraz nakazywał utworzenie „stałej zagrody” na przedpolu bazy Hel. Poszczególne jednostki dywizjonu miały zadanie atakować i niszczyć okręty niemieckie znajdujące się w sektorach dozorowania. Informacje o akwenach zagrożonych przez własne miny okręty otrzymały w kopercie o kryptonimie „Rurka”. Właściwy rozkaz „Rurka” dla okrętów typu Wilk składał się z trzech części: „Rurka Anna”, „Rurka Baran”, „Rurka Cal”, które dotyczyły postawienia zagród minowych w rejonach o określonych współrzędnych geograficznych. Układały się one gwiaździście wokół Półwyspu Helskiego i wraz z okrętami podwodnymi w przypisanych sektorach miały stanowić szczelną osłonę półwyspu. Stawianie min mogło odbywać się tylko na rozkaz. Uzupełnieniem planu „Worek” był rozkaz operacyjny „Sygnałowy nr 1”, opracowany i podpisany przez dowódcę dywizjonu okrętów podwodnych. Przydzielał on poszczególnym okrętom podwodnym sektory działań oraz wskazywał miejsce ładowania baterii akumulatorów. Określał również seanse łączności KF i DF (krótko- i długofalowej) w relacji okręt–brzeg. Sektor „Rysia” został wyznaczony na północny wschód od cypla Helu. Na zachód od jego sektora operować miał „Żbik”, na południu zaś „Wilk” z „Orłem”. Dowódca „Rysia”, kpt. mar. Aleksander Grochowski został – wraz z innymi dowódcami okrętów podwodnych – zapoznany z zatwierdzonym przez Szefa Kierownictwa Marynarki Wojennej planem „Worek” 31 sierpnia 1939 roku. Z innych dokumentów wykonawczych przekazanych na „Rysia” należy wymienić rozkaz o kryptonimie „Smok”, który informował, że: „otrzymany jakimikolwiek środkami łączności oznacza rozpoczęcie działań wojennych przeciw Niemcom”.

#### Działania wojenne
Po wybuchu wojny działalność „Rysia” przebiegała w dwóch fazach. Pierwsza z nich to próba realizacji rozkazu „Worek”, druga natomiast obejmowała działania na środkowym Bałtyku – zwalczanie komunikacji na trasie Rzesza–Prusy Wschodnie – która zakończyła się internowaniem okrętu w Szwecji.
Podobnie jak i inne polskie okręty podwodne, wybuch wojny zastał „Rysia” w porcie, co należy uznać za niedociągnięcie dowództwa floty. 1 września 1939 roku, „Ryś” wyszedł w morze o godzinie 6:00. Zgodnie z rozkazem „Worek” zająć miał pozycję na północny wschód od Helu. Środek sektora patrolowego wyznaczony był współrzędnymi 54° 48' 24"N i 19° 8' 54"E, natomiast sektor przewidziany na ładowanie baterii znajdował się na północ od niego. W ramach rozkazu okręty podwodne otrzymały pozwolenie na atakowanie okrętów przeciwnika klasy kontrtorpedowca i większych oraz uzbrojonych lub konwojowanych statków handlowych (transportowych). Zgodnie z postanowieniami Protokołu londyńskiego z 1936 roku, płynące samotnie statki nieuzbrojone można było zatopić wyłącznie po wcześniejszym zatrzymaniu, sprawdzeniu ładunku i zapewnieniu załodze bezpiecznego zejścia do szalup ratunkowych. Tej treści obostrzenie, wobec bezwzględnej przewagi niemieckiego lotnictwa i floty (aczkolwiek wymuszone przez obowiązujące ówcześnie prawo międzynarodowe, w praktyce uniemożliwiało jakiekolwiek zwalczanie żeglugi przeciwnika za pomocą okrętów podwodnych) i z powodu swojej irracjonalności z punktu widzenia taktyki działań morskich, szybko zostało zarzucone przez wszystkie strony działań morskich podczas drugiej wojny światowej.
W drodze do swego sektora ORP „Ryś” spotkał 2 poławiacze min i 2 eskortowce, a także zaobserwował peryskop okrętu podwodnego. W czasie patrolowania już w swoim sektorze okręt napotkał dwa niszczyciele typu Leberecht Maas oraz kilka ścigaczy i trałowców, jednak zbyt duża odległość od nich uniemożliwiła dokonanie ataku torpedowego. Po zmroku okręt się wynurzył i odszedł na północ w celu ładowania baterii akumulatorów.
Następnego dnia, 2 września, dowódca okrętu – komandor podporucznik Grochowski – podjął decyzję o opuszczeniu sektora przydzielonego rozkazem „Worek” i przejścia na północny zachód – w obszar pomiędzy sektorami dozorowanymi przez ORP „Żbik” i ORP „Sęp”.
O godzinie 9.35 płynący na głębokości peryskopowej okręt został zaatakowany przez niemiecki samolot, który zrzucił 5 bomb. W godzinach od 11:35 do 18:45 okręt był ośmiokrotnie atakowany przez niemieckie jednostki nawodne (zrzucono 26 bomb głębinowych), jednak bez poważniejszych dla niego skutków. O godzinie 19.20 dostrzeżono przez peryskop niemiecki trałowiec w odległości 2000 metrów. O godzinie 20.00 „Ryś” się wynurzył i odszedł na północ aby doładować baterie akumulatorów.
3 września, o godzinie 00:20 dostrzeżono niemiecki ścigacz. Przerwano ładowanie akumulatorów i zanurzono okręt. Tej nocy komandor podporucznik Grochowski podjął decyzję o powrocie do pierwotnego sektora przydzielonego w rozkazie „Worek”. Od godziny 6.00 do 19.57 „Ryś” płynął w zanurzeniu. W ciągu dnia nie dostrzeżono nieprzyjaciela. Po wynurzeniu kontynuowano marsz w kierunku sektora, ładując jednocześnie akumulatory. O godzinie 22.25 dostrzeżono nierozpoznaną sylwetkę okrętu, w rezultacie czego ORP „Ryś” zanurzył się na pół godziny. Po wynurzeniu wznowiono ładowanie baterii. O 23.30 zauważono światła małego statku. Po krótkiej chwili światła zostały wygaszone, a statek nadał wiadomość radiową, którą przechwycono na „Rysiu”: „polnische U-B minen feld abrücken” („polski okręt podwodny, pole minowe, odchodzę”).
4 września, o godzinie 1.05 zauważono jasno oświetlony statek, który naśladował wszelkie zmiany kursu polskiego okrętu. Wobec tego „Ryś” się zanurzył, jednak po dłuższej chwili dostrzeżono przez peryskop światła innych trzech jednostek (prawdopodobnie trałowców) śledzących zanurzony okręt. Około godziny trwały próby wyrwania się z okrążenia w zanurzeniu. Komandor podporucznik Grochowski widząc, że próba ucieczki w położeniu podwodnym nie daje rezultatu, a wiedząc, że za dwie godziny rozpocznie się wschód słońca, zdecydował się na przedarcie w położeniu nawodnym, w razie potrzeby ostrzeliwując się z wielkokalibrowego karabinu maszynowego Hotchkissa. Gdy kilkanaście minut po godzinie drugiej „Ryś” wyszedł na powierzchnię, światła niemieckich jednostek pogasły. Około godziny 2.30 dostrzeżono długą, nierozpoznaną sylwetkę („mógł to być okręt podwodny”), do której wystrzelono dwie torpedy. Jednostka nie została trafiona i po chwili znikła w ciemnościach. Jeden z trałowców został ostrzelany z karabinu Hotchkissa. Przed świtem udało się odłączyć od prześladowców i o godzinie 3.30 zanurzono okręt.
Wspomniane osaczenie okrętu przez niemieckie jednostki nawodne, było jedną z najcięższych sytuacji taktycznych w jakich znalazł się „Ryś” we wrześniu 1939 roku. Według jednego z marynarzy, motorzysty Władysława Słomy:

Na Rysiu odnaleźli nas 3 września. Eksplodowały 24 bomby, okręt prawie miał się przewrócić, popękały żarówki, zgasło światło, w każdej chwili oczekiwaliśmy, że jesteśmy już straceni, ale nikt się nie załamał. Każdy z nas był przygotowany na najgorsze.

Rano ORP „Ryś” wynurzył się na głębokość peryskopową w celu dokonania obserwacji. Ponieważ peryskop wachtowy po kilku godzinach przebywania w zanurzeniu na skutek zamglenia nie nadawał się do użytku, korzystano z peryskopu bojowego. Peryskop bojowy nie umożliwiał jednak obserwacji nieba i płynący na głębokości 12 metrów okręt został zaskoczony i trzykrotnie zaatakowany przez niemiecki samolot (łącznie eksplodowało 19 bomb). Jak się później okazało, przyczyną wykrycia była ropa, wydobywająca się z nieszczelnych zbiorników. Mimo braku zgody na wejście do portu wojennego na Helu z powodu obecności w pobliżu bazy 10 ścigaczy niemieckich, dowódca jednostki zdecydował się na zawinięcie 5 września do portu. W porcie helskim okręt został zanurzony po właz wejściowy w kiosku. Reszta kadłuba została zamaskowana przed rozpoznaniem lotniczym. Uszkodzenia nie były jednak możliwe do naprawienia w krótkim czasie, tak więc z zewnętrznych zbiorników została wypompowana ropa. Następnie ORP „Ryś” udał się wraz z kutrem straży granicznej „Batory” na próbę, czy okręt w dalszym ciągu pozostawia za sobą ślady ropy. Żadnego śladu nie zauważono i ORP „Ryś” wyszedł w morze do swojego nowego rejonu, tam też zgodnie z rozkazem w odległości 8 Mm na północny wschód od Helu miał postawić zagrodę minową. W trakcie operacji udało się postawić tylko 10 min, ponieważ w pobliżu przebywały liczne jednostki niemieckie.
Praktyka pierwszych dni wojny potwierdziła nierealność założeń planu „Worek”. Polskie okręty podwodne były wykrywane, śledzone i atakowane przez lotnictwo, okręty nawodne, a także przez U-Booty. Wszystkie zostały uszkodzone, a załogi zaczęły odczuwać wyczerpanie fizyczne i psychiczne, spowodowane ciągłymi atakami. Stąd też dowódca „Rysia” postanowił opuścić swój sektor. Decyzję o przesunięciu okrętu bardziej na północ można uznać za uzasadnioną o tyle, że sektor przydzielony „Rysiowi” pokrywał się z odcinkiem głównej blokady niemieckiej. Trudno jednoznacznie ocenić wejście „Rysia” do portu Hel pomimo wyraźnego zakazu, jednak biorąc pod uwagę opisywany w literaturze stan psychiczno-fizyczny załogi oraz fakt pozostawienia części zamiennych w bazie, można usprawiedliwić działania dowódcy okrętu.

#### Okres internowania
11 września ORP „Ryś” otrzymał depeszę od dowództwa, nakazującą udanie się do Anglii lub internowanie w Szwecji. Załoga okrętu znalazła się w ten sposób w trudnej sytuacji. Według wspomnień jednego z członków załogi:

Nasz dowódca zebrał całą załogę i mówił w ten sposób: straciliśmy ojczyznę, co nam pozostało? Zginąć na Bałtyku lub próbować przedostać się do Anglii. A o ile się nie uda, to będziemy musieli internować się w Szwecji.

Zapas paliwa nie pozwalał jednak na przejście do Anglii i komandor podporucznik Grochowski zdecydował pozostać w patrolu dopóki będzie to umożliwiał zapas oleju napędowego, a następnie udać się do Szwecji. Ponadto Niemcy rozpoczęli oświetlać płytką cieśninę Sund, gdzie okręt nie mógł skryć się pod wodę. 12 września ORP „Ryś” przebywał w pobliżu latarni Oland. Panowały nieprzychylne warunki pogodowe, silny wiatr i sztorm. Peryskopy coraz bardziej zaczęły niedomagać, więc dowódca postanowił zejść na większą głębokość, by dać wypocząć załodze, a także, by osuszyć peryskopy. Następny dzień przebiegł na ORP „Rysiu” podobnie.
14 września dowódca okrętu przekazał drogą radiową prośbę do dowództwa o zgodę na atakowanie jednostek niemieckich bez ostrzeżenia. Otrzymał odpowiedź odmowną nakazującą w dalszym ciągu postępować zgodnie z postanowieniami protokołu londyńskiego, wedle którego atak bez ostrzeżenia dopuszczalny jest jedynie wobec okrętów lub statków transportowych płynących pod eskortą. Na domiar złego, uszkodzeniu uległa echosonda umożliwiająca pomiar głębokości pod kilem. Ponownie też dał o sobie znać problem z nieszczelnymi zbiornikami paliwa, wobec czego dowódca podjął decyzję o zawinięciu do portu szwedzkiego.
18 września o godzinie 2:25 ORP „Ryś” podchodził do latarni Almagrundet. O 7:15 do polskiego okrętu przypłynął szwedzki torpedowiec i wprowadził polski okręt do Stavnas. Zgodnie z prawem międzynarodowym ORP „Ryś” miał prawo przebywać w porcie państwa neutralnego tylko przez 24 godziny, jednak po przeglądzie okrętu okazało się, że usterek nie da się naprawić w tym czasie i zapadła decyzja o internowaniu okrętu. 
„Ryś” pod eskortą szwedzkiego torpedowca został doprowadzony do Vaxholmu, fortecy morskiej, gdzie pozbawiono go broni i zapalników. Kasy okrętowe zostały zdeponowane w banku Handelsbanken, tym samym, który później wypłacał marynarzom pieniądze na ich utrzymanie, a które przed wojną zdeponował tam polski rząd na kupno dział Boforsa. Rozbrojony okręt wraz z załogą skierowano do położonego nad jeziorem Melar Mariefredu. Pozbawiony paliwa „Ryś” większość okresu internowania spędził w tym odległym od Bałtyku jeziorze. W związku z brawurową ucieczką ORP „Orzeł” z Tallinna, wobec internowanych w Szwecji załóg zastosowano szczególne środki bezpieczeństwa. Marynarzy przeniesiono z okrętów do koszar ogrodzonych drutem kolczastym i strzeżonych przez żołnierzy. W roku 1940, po napaści Niemiec na Norwegię, w nadziei na pomoc Polaków w razie agresji Niemiec na Szwecję, okręt wraz z załogą powrócił na pewien czas do Sztokholmu i został uzbrojony, bez zatankowania jednak paliwa. Po uzyskaniu jednak przez Szwecję większego stopnia pewności co do wzajemnych relacji z Niemcami, ponownie pozbawiony części uzbrojenia okręt i załoga powróciły do Mariefredu. Marynarzom zapewniono wówczas już jednak lepsze warunki bytowe. W 1941 roku, bez zgody załóg, polskie okręty podwodne zostały przeholowane ponownie do Sztokholmu, i zwrócone po sprzeciwie polskich marynarzy i połączonej z nim groźby ich zatopienia.
Załogi polskich jednostek internowane w Mariefred zostały zwolnione dopiero w sierpniu 1945 roku. Okręty zabrano do Sztokholmu, a potem podobnie jak „Dar Pomorza” przekazano komunistycznym władzom w Polsce. Z szesnastu oficerów polskich okrętów podwodnych w Szwecji, tylko jeden – komandor Władysław Salamon zdecydował się na powrót. Większość marynarzy postanowiła pozostać albo wyjechać do Anglii. W Szwecji zamieszkało 71 marynarzy z polskich okrętów.

### Lata powojenne

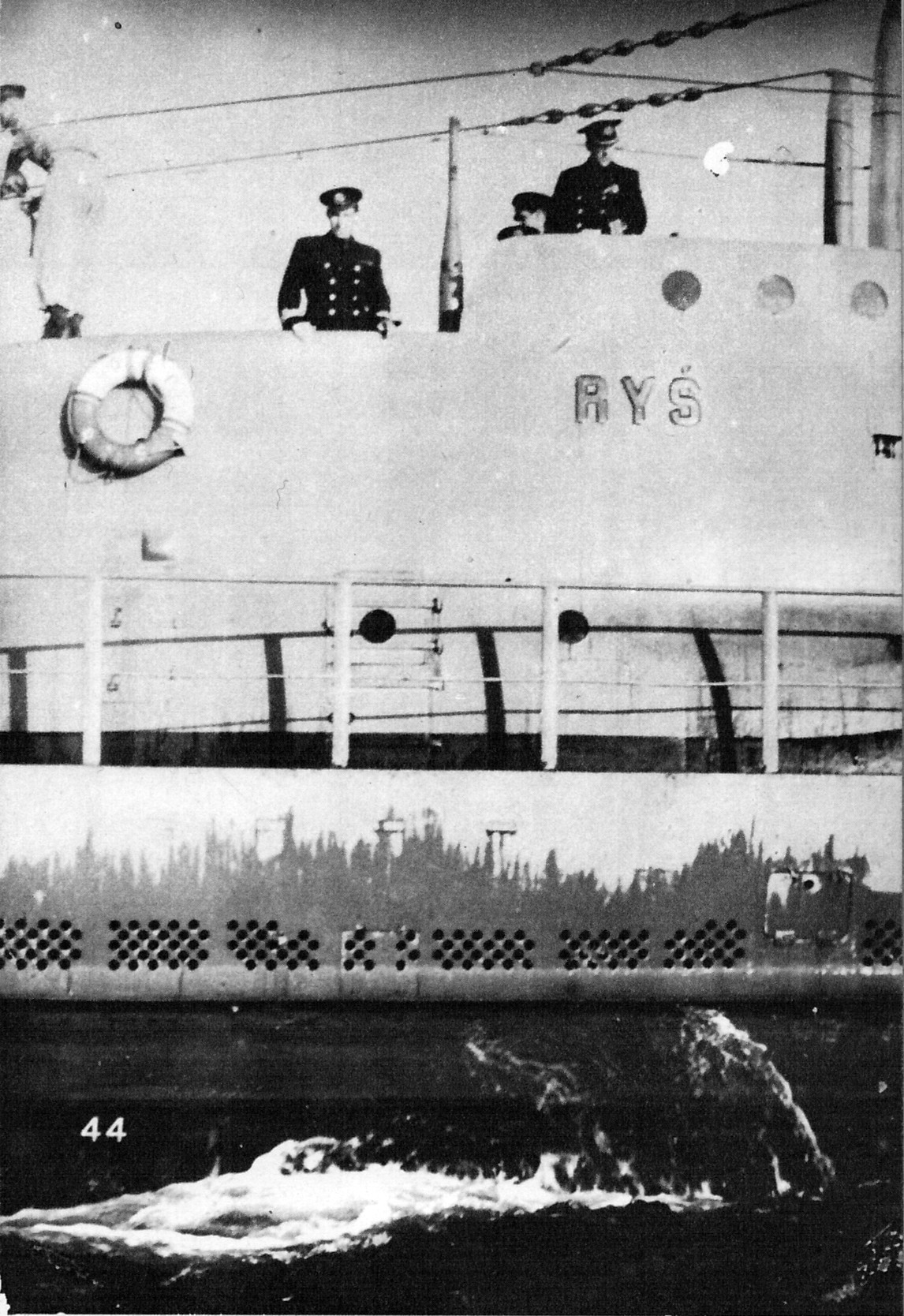
ORP „Ryś” w okresie powojennym

Po zakończeniu działań zbrojnych w 1945 roku rozpoczęły się rozmowy mające na celu powrót okrętu do kraju. Ostatecznie ORP „Ryś” powrócił do Polski w roku 1946, w obsadzie 16 członków załogi. 6 maja tegoż roku rozpoczął się jego remont, który trwał do początku 1949 roku. Na początku swojej powojennej służby wraz z ORP „Sęp” i ORP „Żbik” utworzył Dywizjon Okrętów Podwodnych. Początkowo odbywał liczne ćwiczenia w celu wyszkolenia nowej kadry, a także złożył kilka wizyt kurtuazyjnych, jedną z nich była podróż do Rygi w dniach 13-30 października 1951 roku pod dowództwem kpt. mar. Władysława Urbańskiego. Na początku lat 50. okręt został też poddany modyfikacjom, w ramach których jego wyrzutnie torpedowe przystosowano do torped radzieckich, a także zgodnie z ówczesnym trendem mającym na celu zmniejszenie oporów i turbulencji wodnych podczas pływania podwodnego, usunięto działo pokładowe. 1 września 1953 roku specjalna komisja określiła dopuszczalną głębokość zanurzenia dla „Rysia”, wynoszącą 20 metrów. 10 stycznia 1955 roku kolejna komisja orzekła, że okręt pod względem techniczno-taktycznym nie odpowiada wymogom stawianym jednostkom tej klasy. W konsekwencji, 8 września 1955 roku na „Rysiu” odbyła się uroczystość opuszczenia bandery, a okręt wycofano ze służby w Marynarce Wojennej. W 1956 roku został przekazany do złomowania.
| kpt. mar. Edward Szystowski                             | 2 sierpnia 1931 – 22 kwietnia 1933    |
| kpt. mar. Andrzej Łoś                                   | 22 kwietnia 1933 – 7 lipca 1936       |
| kpt. mar. / kmdr ppor. Aleksander Grochowski            | 7 lipca 1936 – 18 września 1939       |
| kpt. mar. Józef Chodakowski                             | 1939*                                 |
| kpt. mar. Jerzy Rekner                                  | 1940*                                 |
| kpt. mar. Kazimierz Kraszewski                          | 29 października 1945 – 15 lutego 1946 |
| kpt. mar. Józef Wierzchowski                            | 15 lutego 1946 – marzec 1947          |
| kpt. mar. Tadeusz Jeżewski                              | 1947-1949                             |
| kpt. mar. Bronisław Szul                                | 1 lipca 1949 – 31 stycznia 1951       |
| kpt. mar. Władysław Urbański                            | 1 lutego 1951 – 9 stycznia 1953       |
| kpt. mar. Tadeusz Gapiński                              | 9 stycznia 1953 – 8 września 1955     |
| (*) Planowane objęcie stanowiska, do którego nie doszło |                                       |